# Comté de Cork
Le comté de Cork (en anglais : County Cork ; en irlandais : Contae Chorcaí) est une circonscription administrative de l'État d'Irlande. Il est situé au sud de l'île d'Irlande, dans la province du Munster.
C'est le plus grand comté d'Irlande (7 499 km2) et le plus peuplé du pays (542 868 habitants) après celui de Dublin. Il est caractérisé par une interface atlantique fort découpée.
La ville de Cork est depuis des siècles le principal port d'Irlande. Il relie en effet l'île à la France (Roscoff, Le Havre) et au Royaume-Uni (Swansea). Il l'a toujours été, puisqu'il était également le point de départ de nombreux paquebots pour l'Amérique, jusque dans les années 1960. C'est également de ce port que 3 millions[réf. souhaitée] d'Irlandais émigrèrent au XIXe siècle vers le Nouveau Monde. Ce port a été un facteur de développement économique et commercial incontestable pour ce comté, mais aussi pour toute l'Irlande.

## Démographie
| Rang | Ville           | Population (2016) | Cork (capitale du comté) Cobh |
| ---- | --------------- | ----------------- | ----------------------------- |
| 1    | Cork            | 208 669           | Cork (capitale du comté) Cobh |
| 2    | Ballincollig    | 18 621            | Cork (capitale du comté) Cobh |
| 3    | Carrigaline     | 15 770            | Cork (capitale du comté) Cobh |
| 4    | Cobh            | 12 800            | Cork (capitale du comté) Cobh |
| 5    | Midleton        | 12 496            | Cork (capitale du comté) Cobh |
| 6    | Mallow          | 12 459            | Cork (capitale du comté) Cobh |
| 7    | Youghal         | 7 963             | Cork (capitale du comté) Cobh |
| 8    | Bandon          | 6 957             | Cork (capitale du comté) Cobh |
| 9    | Fermoy          | 6 585             |                               |
| 10   | Blarney & Tower | 6 014             |                               |
| 11   | Passage West    | 5 843             |                               |
| 12   | Kinsale         | 5 281             |                               |
| 13   | Carrigtwohill   | 5 080             |                               |
| 14   | Clonakilty      | 4 592             |                               |

## Histoire

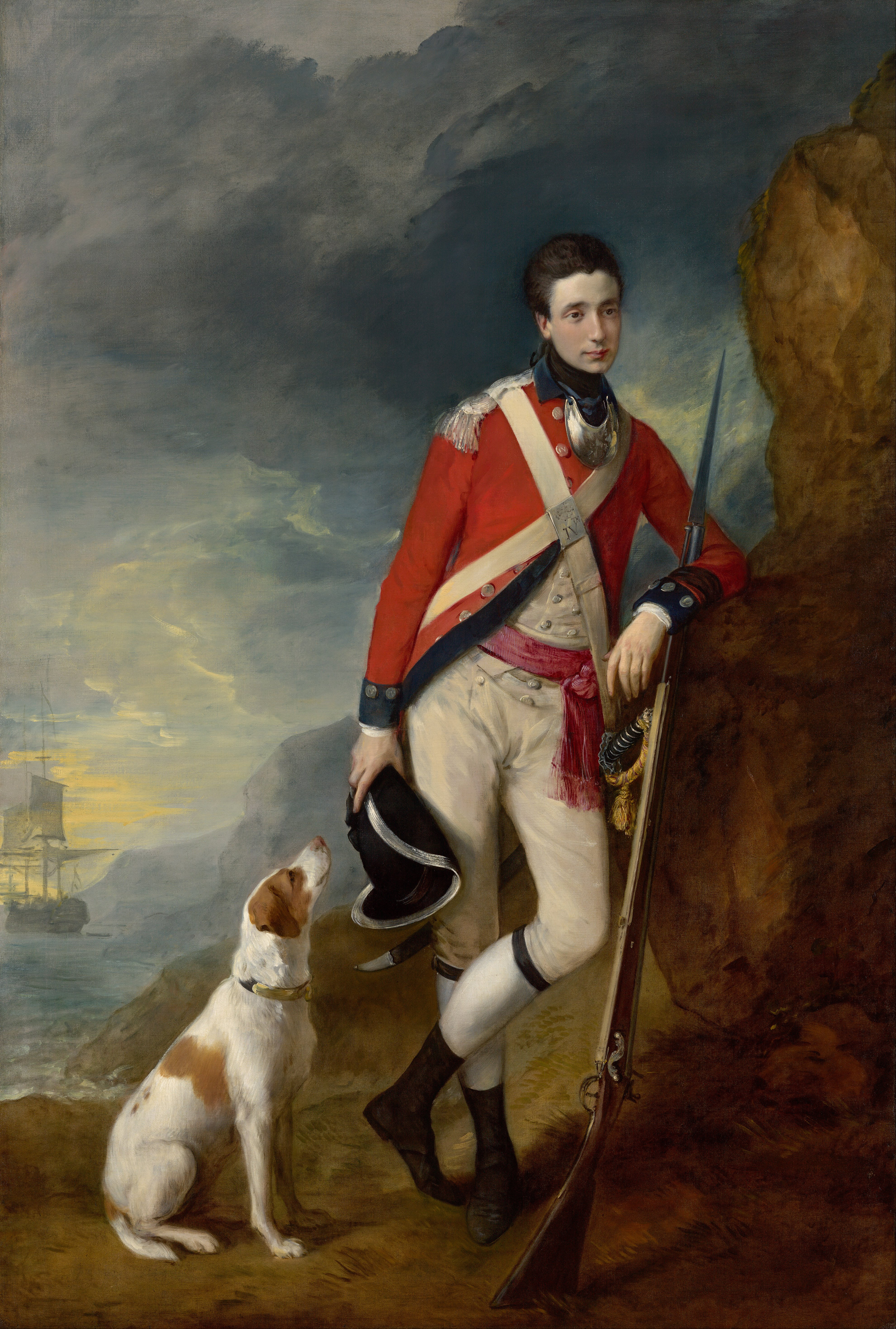
Richard St George Mansergh-St George
1776-1780
par Thomas Gainsborough
National Gallery of Victoria

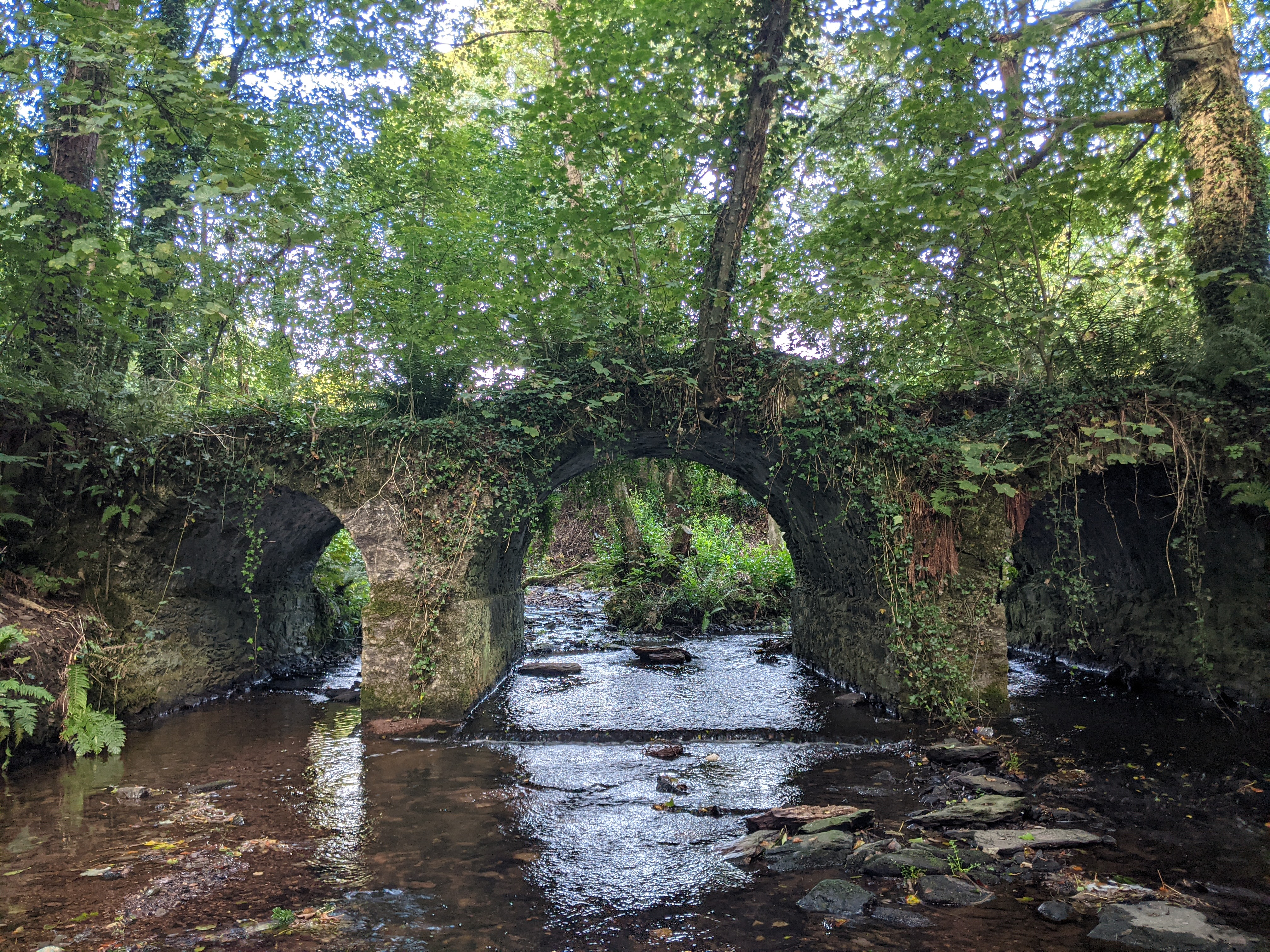
Pont en ruine près de Carrignavar, vers Barrymore, dans le comté de Cork.

Richard St George Mansergh-St George (1757–1798), rejoint le 4e Régiment au début de la guerre d'indépendance américaine. Il participe aux batailles de Brandywine et de Germantown, où il reçoit une balle dans la tête. En 1785, il quitte l'armée et se retire dans les domaines de sa famille dans le comté de Cork. Il a été assassiné au début de la rébellion irlandaise de 1798. Thomas Gainsborough réalisa son portrait en 1776-1780. Il est aujourd'hui conservé à la National Gallery of Victoria de Melbourne.
De nombreux soulèvements ont pris naissance à Cork, y compris lors de la guerre d'indépendance irlandaise (1919 à 1922) et de la guerre civile irlandaise ; le comté a alors reçu le surnom de comté rebelle (Rebel County), toujours en usage notamment lors de manifestations sportives.

## Géographie

### Villes du Comté
- Bandon, Bantry, Blarney,Ballincollig
- Carrigaline, Castletownbere, Clonakilty, Cobh, Cork
- Douglas, Dunmanway
- Fermoy
- Kanturk, Kinsale
- Macroom, Mallow, Midleton, Millstreet, Mitchelstown
- Passage West
- Skibbereen
- Tower
- Youghal

### Îles du Comté
- Bere Island
- Capel Island, Youghal
- Castle Island, Schull
- Clear Island
- Fastnet Rock
- Great Island
- Haulbowline
- Horse Island, Schull
- Roancarrigmore, baie de Bantry
- Whiddy Island, baie de Bantry

### Comtés limitrophes
| Kerry            | Limerick      | Tipperary    |
| Kerry            | comté de Cork | Waterford    |
| océan Atlantique | mer Celtique  | mer Celtique |

## Tourisme

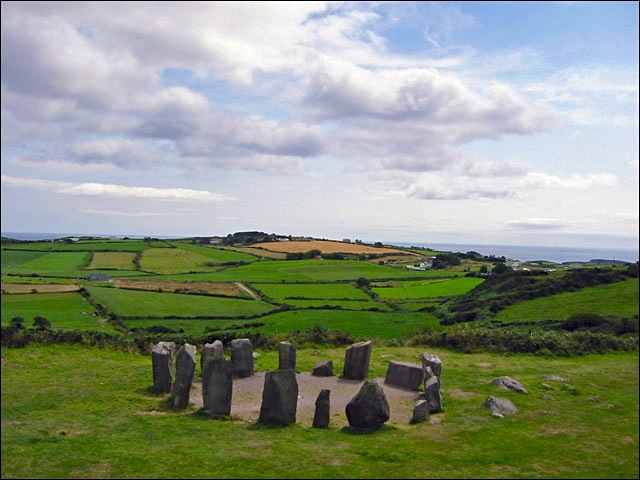
Cercle de pierre de Drombeg

- Le domaine du château de Blarney et sa pierre d'éloquence
- Le village ferroviaire de Railiway
- La réserve naturelle de Fota
- Les moulins de poudre royale
- Le Heritage Centre de Jameson
- Le parc du pays de Millstreet
- Le Heritage Centre de Skibbereen
- La maison de Longueville
- Le Queenstown Heritage Centre de Cobh
- Crosshaven
- Kinsale
- Innishannon
- Mizen Head
- Le parc forestier de Gougane Barra
- Schull